# Eduardo da Silva Díaz
Eduardo da Silva Díaz (Artigas, Uruguay; 19 de agosto de 1966) es un exfutbolista uruguayo, campeón de la Copa Libertadores en 1987 con Peñarol.
El "Dito" Da Silva, oriundo de Artigas, empezó su carrera futbolística profesional en 1984, jugando en el Peñarol de Artigas. Al año siguiente fue traído a la Capital para formar parte del plantel del C.A Peñarol, equipo en el que se quedó hasta 1991. Aquí, además de conseguir varios Campeonatos Uruguayos, logró cumplir uno de los mayores sueños de muchos futbolistas de nuestro medio: Salir campeón de América con el club de sus amores, precisamente en 1987.
Luego de ser pretendido por diversos clubes europeos y algunos de la región como Boca e Independiente, entre otros, se vio afectado por una serie de lesiones que lo alejaron de su mejor nivel. Pasó por Talleres de Córdoba (1992-1993) y luego por Basáñez (1994-1995). También formó parte de la Selección Uruguaya debutando el 04/07/1987. Fue campeón de la Copa América de ese mismo año, disputada en Argentina.
El volante uruguayo llegó a la Argentina cuando en su país ya era una ex promesa que había empezado a perder nivel competitivo. Lo que hizo en Argentina no hizo más que ratificar esa condición y después de algunos años decidió abandonar el fútbol.

## Clubes
| Club                | País      | Año       |
| ------------------- | --------- | --------- |
| Peñarol             | Uruguay   | 1985-1991 |
| Talleres de Córdoba | Argentina | 1992-1993 |
| Basáñez             | Uruguay   | 1994-1995 |
| Atlético Torino     | Perú      | 1996      |

## Títulos
| Título              | Club    | País    | Año  |
| ------------------- | ------- | ------- | ---- |
| Campeonato Uruguayo | Peñarol | Uruguay | 1985 |
| Campeonato Uruguayo | Peñarol | Uruguay | 1986 |
| Copa Libertadores   | Peñarol | Uruguay | 1987 |